# Lillebæltsbroen (dokumentarfilm)
|  | Denne artikel er oprettet af botten Steenthbot ud fra en ekstern database. Den kan derfor have sproglige fejl eller mangler. Denne skabelon kan fjernes efter kontrol af indholdet. |

 For alternative betydninger, se Lillebæltsbroen. (Se også artikler, som begynder med Lillebæltsbroen)
Lillebæltsbroen er en dansk dokumentarfilm fra 1935 instrueret af Marius Holdt.

## Handling
Om Lillebæltsbroens tilblivelse frem til indvielsen i 1935.